# Movimento da Liberdade Democrática (São Vicente e Granadinas)
O Movimento da Liberdade Democrática (em inglês:  Democratic Freedom Movement, DFM) foi um partido político em São Vicente e Granadinas.

## História
O partido tem a sua origem na Fórum da Educação do Povo, criado no fim dos anos 60 por Parnel Campbell, Eddie Griffith, Kerwyn Morris, Arnhim Eustace e Kenneth John, entre outros. Em 1974, o Fórum transformou-se no Movimento da Liberdade Democrático, tendo o socialismo democrático como ideologia.
Apresentou dois candidatos nas eleições de 1974, recebendo apenas 217 votos e não elegendo nenhum representante. O partido não concorreu a mais nenhumas eleições.
Em 1978 fundiu-se com o Congresso Unido Popular criando o Movimento Democrático Popular, que por sua vez em 1979 se juntou com o Movimento de Libertação Unido Youlou (YULIMO) e o grupo rural ARWEE para criar o Movimento Popular Unido. Em 1980 o PDM abandonou o UPM.